# Stazione di Porto Vecchio
La stazione di Porto Vecchio era una stazione ferroviaria posta lungo la linea ferroviaria a scartamento ridotto Bastia-Porto Vecchio, chiusa nel 1943 a causa dei danni subiti nella seconda guerra mondiale. Era a servizio del comune di Porto Vecchio, in Corsica, isola della Francia.

## Storia
La stazione venne inaugurata il 21 settembre 1935 insieme alla tratta ferroviaria Solenzara-Porto Vecchio. Era in progetto il prolungamento fino a Bonifacio, ma non fu mai realizzato. La stazione fu in esercizio fino al 1943 quando l'esercito tedesco in ritirata fece saltare diciotto ponti e distrusse il materiale rotabile impedendo una qualsiasi forma di esercizio.

## Strutture e impianti
La stazione era dotata di un fabbricato viaggiatori e un magazzino merci. Il fascio binari era costituito da un raddoppio del binario e da un fascio di binari tronco. L'infrastruttura, il fabbricato viaggiatori, il magazzino merci sono stati demoliti e i binari smantellati.